# Col de la Croix (Vaud)
Pour les articles homonymes, voir Col de la Croix.
Le col de la Croix est un col routier des Préalpes vaudoises en Suisse situé à 1 776 mètres d'altitude.
La route du col, inaugurée en 1971, relie Villars-sur-Ollon aux Diablerets, deux stations touristiques du canton de Vaud. Le col est notamment réputé pour ses pyramides de gypse.

## Géographie
La route du col relie Villars-sur-Ollon dans la partie haute de la vallée de la Gryonne sur la rive droite de la vallée du Rhône, aux Diablerets dans la vallée des Ormonts où s'écoule la Grande Eau. Situé tout à l'ouest des Alpes bernoises, le col de la Croix délimite les Préalpes vaudoises au nord, des Alpes vaudoises au sud, comme le col du Pillon.
Le versant ouest de la route et le col en lui-même sont sur le territoire de la commune d'Ollon, sur le versant est le territoire de la commune d'Ormont-Dessus commence à 1,1 km du col.
Le point col proprement dit, franchi par l'ancien chemin muletier, est situé à 300 m au sud du col routier à 1 733 mètres d'altitude.

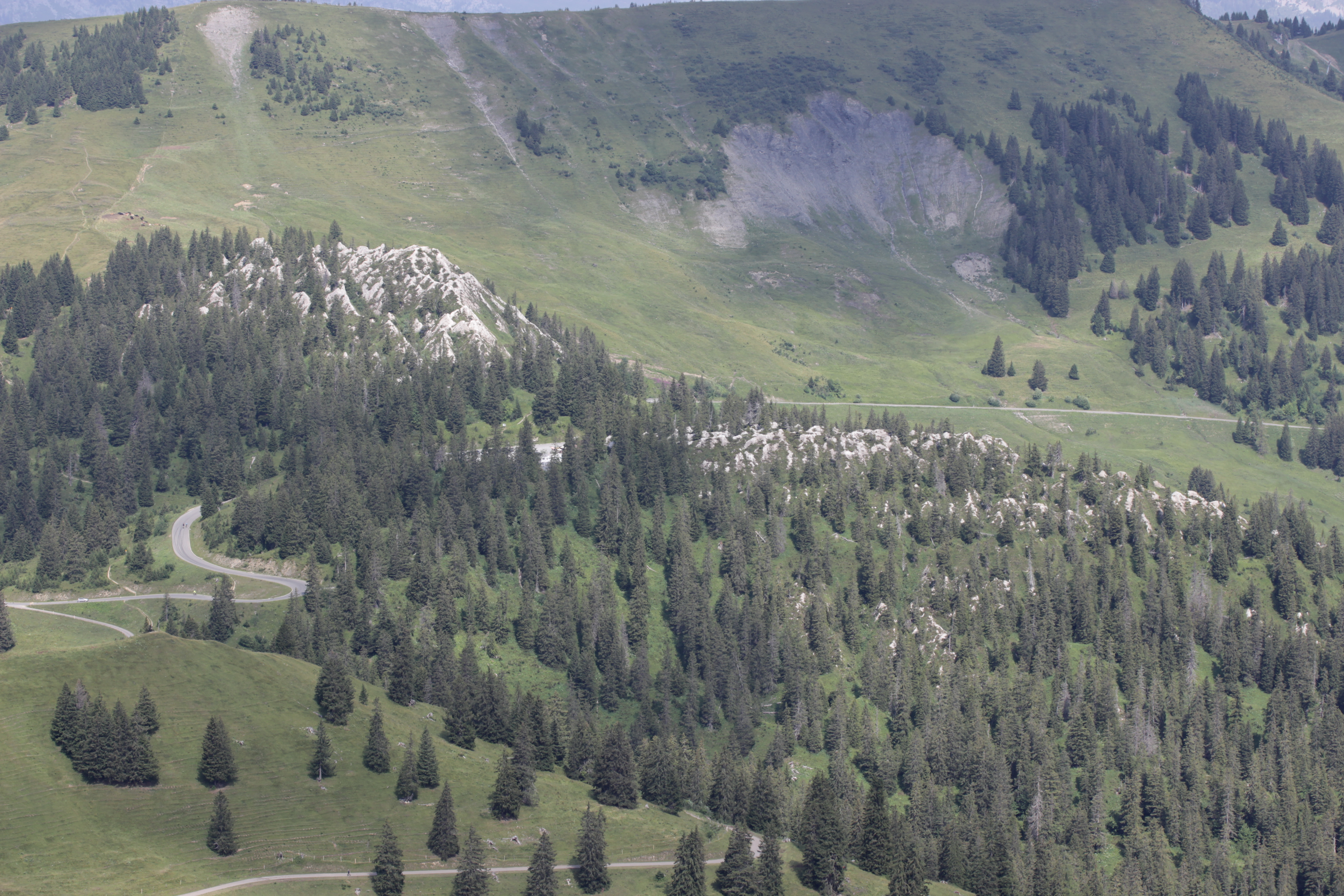
Vue du col la Croix et des pyramides de gypse depuis la pointe d'Arpille au sud du col.

La route communale du col, d'une capacité de 32 tonnes, relie les routes principales H147 (route cantonale 719) à Villars et H142 (route cantonale 706) aux Diablerets. Par son versant ouest, la route a une longueur de 18 kilomètres et une déclivité maximale de 13 %. Le col est ouvert à la circulation de fin mai à novembre, en fonction des conditions de neige.
Le col, localisé dans les Hautes Alpes calcaires, fait partie de l'objet Diablerets – Vallon de Nant - Derborence (partie ouest) de l'Inventaire fédéral des paysages, sites et monuments naturels d'importance nationale. Selon la « typologie des paysages de Suisse » le col est dans un paysage montagnard calcaire des Alpes septentrionales. Le col est également entouré de la petite réserve forestière d'Ollon - Col de la Croix.
De juin à septembre le col est desservi par la ligne saisonnière 162 Villars-sur-Ollon - Les Diablerets des Transports publics du Chablais.

## Histoire
Le passage, dit autrefois Croix d'Arpille, relie la partie haute de la vallée de la Gryonne avec Arveyes et Villars sur sa rive droite et Gryon sur sa rive gauche, à la vallée des Ormonts, et en particulier à Vers-l'Église, chef-lieu de la commune d'Ormont-Dessus, principale localité avant le développement des Diablerets, et la route du col du Pillon. Il existait le chemin inférieur (1 733 mètres d'altitude), alors un chemin muletier, et le sentier supérieur à usage local. Lors de la Révolution vaudoise, le col fut le théâtre d'un combat entre les troupes franco-vaudoises et celles des Ormonts, fidèle à Berne, le 5 mars 1798.

### Chemins et route
Le chemin muletier est répertorié à l'Inventaire des voies de communication historiques de la Suisse sous le numéro d'objet VD 1515 (importance locale, tracé historique avec substance). Depuis Villars la route actuelle suit en grande partie l'ancien chemin muletier jusqu'au lieu-dit La Verneyre à 3,8 km du col. Là le tracé descend quelques dizaines de mètres pour rejoindre le chemin de randonnée actuel qui suit lui aussi en grande partie l'ancien chemin muletier depuis Villars. Le chemin longe alors la Gryonne puis l'un de ses affluents pour rejoindre la Grande Combe juste en aval du col inférieur, où le tracé se perd. Le col inférieur constitue le point col (1 733 mètres) proprement dit de ce lieu de passage. Sur l'autre versant le sentier actuelle suit l'ancien tracé du chemin muletier jusqu'au lieu-dit Le Jorat au pied du col non loin de la Grande Eau.
En 1868, le Grand Conseil vaudois décida de la construction d'une route carrossable sur le col inférieur. En décembre 1869, le comité d'initiative vaudois et valaisan demande « la construction d'une route par le col de la Croix, destiné à établir une communication entre la vallée des Ormonts-Dessus et la vallée de la Gryonne ». Le Conseil fédéral informe que la levée des plans a déjà été ordonnée en 1863. Le projet, qui prévoyait deux départs parallèles, l'un de Gryon, l'autre de Chesières ou d'Arveyes, fut quelque peu retardé par les incidences de la guerre de 1870-71. Par crainte d'affaiblir cet axe stratégique permettant de faire une rocade pour contourner les défenses de la vallée des Ormonts depuis la vallée du Rhône, les deux guerres mondiales retardèrent encore l'avancement de la création de cette route. C'est grâce à l'obstination de Louis Anex, secrétaire-caissier du Syndicat des améliorations foncières et de l'ingénieur Georges Nicollier, auteur du projet et père de l'astronaute suisse Claude Nicollier, que le projet reprit sérieusement. Les travaux débutèrent pour franchir le passage supérieur en 1966 et durèrent 5 ans pour les 8 kilomètres du versant ouest depuis Villars et 3 ans pour les 4,8 kilomètres du versant est depuis Les Diablerets. Dès sa construction, l'Armée suisse implanta un minage permanent (Omi (de)) à environ 150 m du col sur le versant est permettant la destruction de la route sur une cinquantaine de mètres. La route est inaugurée le 27 septembre 1971. Au col, la plaque d’inauguration indique « Col de la Croix, altitude 1 778 mètres, Route réalisée par les Syndicats des améliorations foncières Ollon et Ormont-Dessus, 27 septembre 1971 ».
L'entretien de la route communale, qui fut à la base un projet de route nationale, puis cantonale, est aujourd'hui assumé par les communes d'Ollon et d'Ormont-Dessus. Cependant, en mai 2022, le Grand Conseil vaudois a accordé une aide exceptionnelle de 250'000 francs à chacune des communes pour la réfection de la route en juin.

## Activités

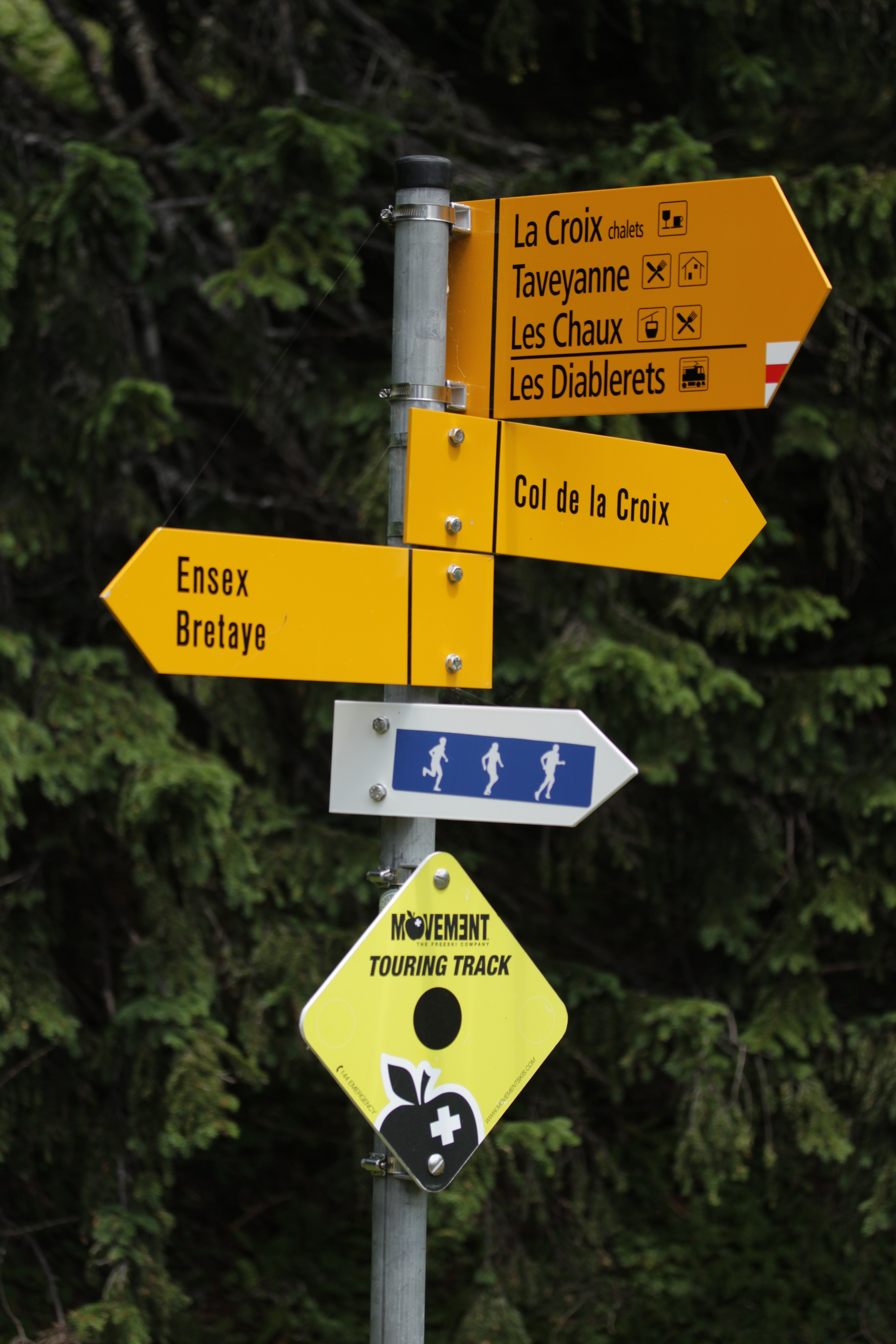
Panneaux de randonnée pédestre juste au nord-est du col et des pyramides de gypses ; ils indiquent les alpages de La Croix, de Tavyeanne, des Chaux, également station supérieure de la télécabine de la Barboleuse, puis Les Diablerets, le col de la Croix et les alpages d'Ensex et de Bretaye. Un panneau indique la direction du parcours trail « ROC » du Villars Ultrak, et le dernier, un itinéraire de randonnée à ski Movement tracks (2018).

Au col routier se trouvent un parking et une buvette.

### Alpages
La région du col, au sud des Préalpes vaudoises, est propice à l'estive. Plusieurs hameaux regroupant des chalets d'alpage sont situés autour du col, notamment Tavyeanne et sa fête de la mi-été, Ensex et La Croix, où est fabriqué le fromage AOP L'Étivaz.

### Cyclisme
Depuis la plaine de Rhône, la route démarrant de Bex à une longueur de 23,7 km et représente un dénivelé de 1 351 m. Elle présente une pente moyenne de 5,7 % avec un maximum de 10 %. Celle partant d'Ollon fait 18,5 km de longueur pour un dénivelé de 1 262 m et à une pente moyenne de 6,82 % avec un maximum de 12,8 %.
Sur le versant est, la route partant des Diablerets à une longueur de 8 km pour un dénivelé de 611 m, une pente moyenne de 7,64 % avec un maximum de 8,5 %
. Depuis Aigle en passant par Le Sépey la distance est de 28,5 km pour un dénivelé de 1 361 m, une pente moyenne de 4,8 % avec un maximum de 13 %.
Le Tour de Romandie (1972 (en), 1973 (en) depuis Villars,, 1977 (en), 1983 (en) depuis Vers-l'Église, 1989 (en) depuis Villars,, 2000, 2006, 2013) et le Tour de Suisse ont emprunté le col à plusieurs reprises.
Le Tour de France a emprunté deux fois le col classé en 1re catégorie. Lors de la 16e étape en 1997, c'est le coureur colombien José Jaime González qui l'a franchi en tête, lors de la 9e étape en 2022, c'est l'Allemand Simon Geschke.
Le Gran Fondo Suisse UCI le franchit en 2020 et 2022 depuis Villars-sur-Ollon.

### Randonnée et trail
Le col est réputé pour ses pyramides de gypse d’origine karstique, une curiosité géologique due à l’érosion. Elles sont accessibles par des sentiers à l'ouest et à l'est du col.
Le parcours trail « ROC » de 27,4 km et de 1 845 m de dénivelé du Villars Ultrak passe par le col de la Croix (Villars (1 304 m) - Les Chaux (1 760 m) - Croix des Chaux (2 013 m) - La Croix (1 754 m) - Lac des Chavonnes (1 692 m) - Grand Chamossaire (2 100 m) - Villars).

### Sports d'hiver
En hiver, la route du col est fermée à la circulation, laissant place à une piste de luge de 7 kilomètres rejoignant la station des Diablerets depuis le restaurant Le Mazot, et à une piste de ski de fond sur le versant de Villars.
Le lieu est également prisé par les amateurs de ski de randonnée. Le col de la Croix étant entouré de « zones de tranquillité » pour la faune, notamment le Tétras lyre, il est obligatoire ou recommandé de suivre les itinéraires de randonnée officiels selon le type de zone de tranquillité